# Hansando
Hansando (en coréen : 한산도) est une île située dans la province de Gyeongsang du Sud en Corée du Sud. Elle est notamment connue pour la bataille de l'île Hansan.